# CrDroid
crDroid是一个基于LineageOS开发的Android分支版本，是最早提供Android 10、Android 11和Android 12非官方定制版本的ROM之一。
在crDroid的官方网站上维护了一个支持设备列表，以供查看支持的设备情况及其最新的ROM版本及相关资源的下载方式。

## 历史和反响
2012 年底Cristiano Matos为Samsung Galaxy S3开发了crDroid的第一个版本。
2013年获得了更多的关注， 而在Team Android 的 Saad Khan 为 crDroid 撰写了一篇详细文章。
crDroid网站于2018年上线。
在 AndroidBlog.org 的 Nilayan Ghosh 发表的一篇文章中将 crDroid 列为最佳 Android 定制 ROM 之一。
2024 年 1 月 11 日发布了crDroid 10.1，为基于Android 14的crDroid 10提供了更多的新功能、改进和错误修复。
1. ↑  . crDroid.   [22 June 2023]. Updated as required.
2. ↑  . XDA Developers.   [2020-03-19]. （原始内容存档于2016-09-02） （英语）.
3. ↑  Ruiz, Francisco. . Androidsis. 2013-10-04  [2020-03-19] （西班牙语）.
4. ↑  Ruiz, Francisco. . Androidsis. 2013-10-04  [2020-03-19] （西班牙语）.
5. ↑  Bora, Kukil. . International Business Times. 2014-04-01  [2020-03-19]. （原始内容存档于2024-06-04）.
6. ↑  . 2018-05-26  [2020-03-19]. （原始内容存档于2018-05-26）.
7. ↑  . AndroidBlog.org. 2021-06-14  [2021-06-25]. （原始内容存档于2024-01-29） （英语）.
8. ↑  .   [2024-01-29]. （原始内容存档于2024-03-01） （英语）.